# Megumi Takase
Megumi Takase (高瀬 愛実 Takase Magumi?,  nacido el 10 de noviembre de 1990 en Hokkaido) es una futbolista japonesa que jugaba como delantero.
Takase jugó 61 veces y marcó 9 goles para la selección femenina de fútbol de Japón entre 2010 y 2016. Takase fue elegida para integrar la selección nacional de Japón para los Copa Mundial Femenina de Fútbol de 2011 y Juegos Olímpicos de Verano de 2012.

## Trayectoria

### Clubes
| Club               | País  | Año    |
| ------------------ | ----- | ------ |
| INAC Kobe Leonessa | Japón | 2009 - |

### Selección nacional
| Selección | País  | Año         |
| --------- | ----- | ----------- |
| Absoluta  | Japón | 2010 - 2016 |

## Estadística de equipo nacional
| Selección femenina de fútbol de Japón | Selección femenina de fútbol de Japón | Selección femenina de fútbol de Japón |
| Año                                   | Partidos                              | Goles                                 |
| ------------------------------------- | ------------------------------------- | ------------------------------------- |
| 2010                                  | 12                                    | 4                                     |
| 2011                                  | 7                                     | 0                                     |
| 2012                                  | 10                                    | 1                                     |
| 2013                                  | 6                                     | 0                                     |
| 2014                                  | 17                                    | 4                                     |
| 2015                                  | 6                                     | 0                                     |
| 2016                                  | 3                                     | 0                                     |
| Total                                 | 61                                    | 9                                     |